# Eriskircher Ried

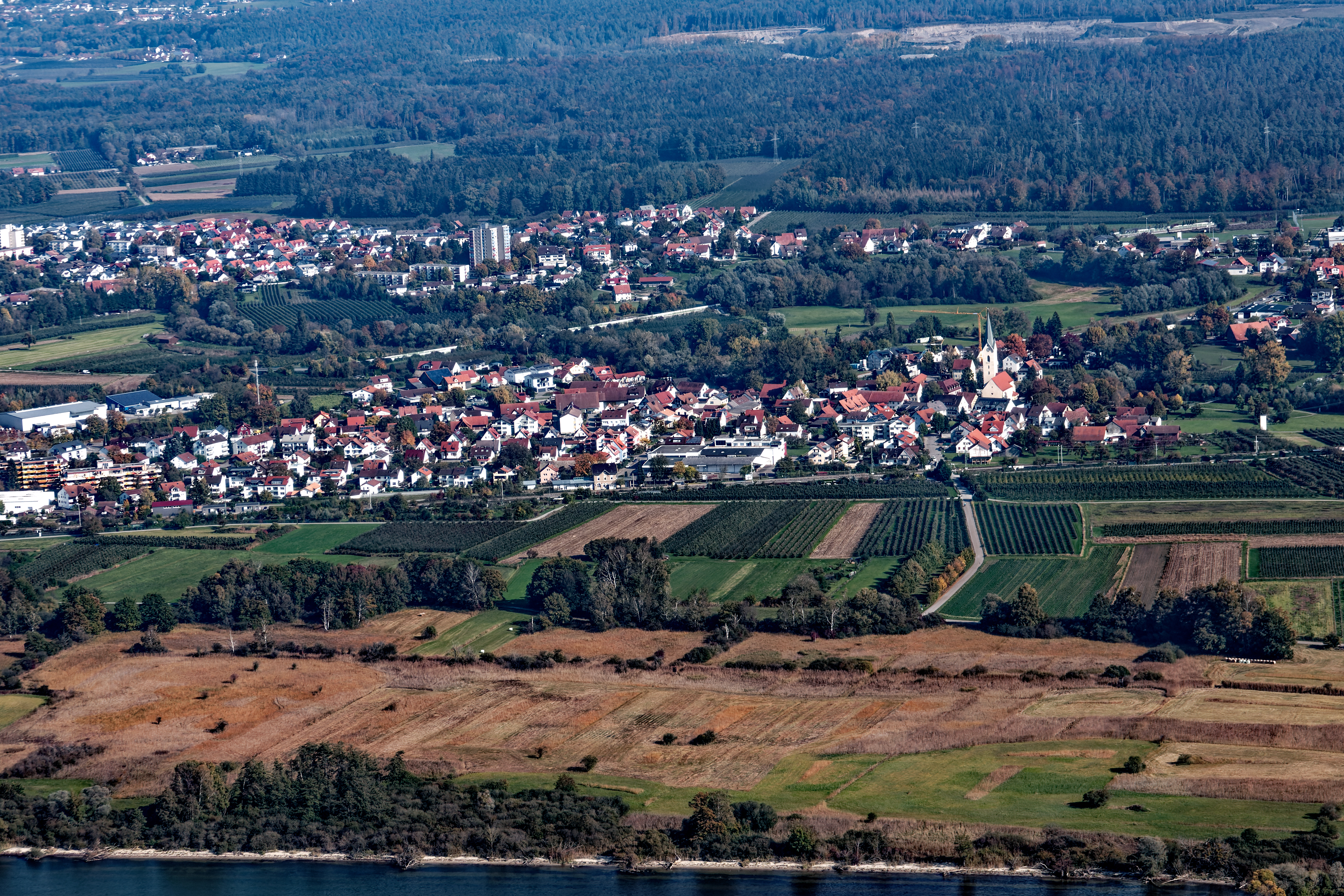
Das Ried und Eriskirch aus dem Zeppelin gesehen.

Das Eriskircher Ried ist ein mit Verordnung vom 8. Juli 1939 sowie Erweiterung und Neuverordnung vom 10. Oktober 1983 des Ministeriums für Wirtschaft, Mittelstand und Verkehr und des Regierungspräsidiums Tübingen ausgewiesenes Naturschutzgebiet (NSG-Nummer 4.020) im Gebiet der Gemeinde Eriskirch und der Stadt Friedrichshafen. Es ist das größte Naturschutzgebiet am nördlichen Ufer des Bodensees.
Zum Teil ist das Schutzgebiet identisch mit den ebenfalls ausgewiesenen FFH-Gebieten „Bodenseeuferlandschaft östlich Friedrichshafen“ (SG-Nr. 8423341), „Schussenbecken und Schmalegger Tobel“ (SG-Nr. 8323341) und dem Europäischen Vogelschutzgebiet „Eriskircher Ried“ (SG-Nr. 8323-401).

## Lage
Das rund 552 Hektar (ha) große Naturschutzgebiet Eriskircher Ried liegt zwischen der Rotach- und der Schussenmündung in den Bodensee, westlich und südlich von Eriskirch und östlich von Friedrichshafen, im baden-württembergischen Bodenseekreis in Deutschland.

## Schutzzweck
Wesentlicher Schutzzweck ist die Erhaltung des einzigartigen Naturraumes zwischen der Schussen- und Rotachmündung mit der ausgedehnten Flachwasserzone des Bodensees, den Schilfbereichen, den Riedflächen, den Altwassern und den von Kultur geprägten Landschaftselementen als besonders naturnaher Brut-, Rast- und Nahrungsraum für viele seltene, zum Teil vom Aussterben bedrohte Wasservögel, Insekten, Fische, Amphibien und Reptilien, mit einer artenreichen Vegetation, insbesondere einer vielfältigen, besonders reichhaltigen typischen Flachmoorflora mit zum Teil vom Aussterben bedrohten Arten.
- Siehe auch: Liste der Schutzgebiete im Bodenseekreis

## Geologie
In der Würm-Eiszeit, vor etwa 20.000 Jahren, prägte der Rhein-Vorlandgletscher die Landschaft des heutigen Bodensees. Sedimente des Sees und der Flüsse, die sich seit der letzten Eiszeit ablagerten, bilden den Untergrund des Rieds; an einigen Stellen steht Moränenmaterial an.

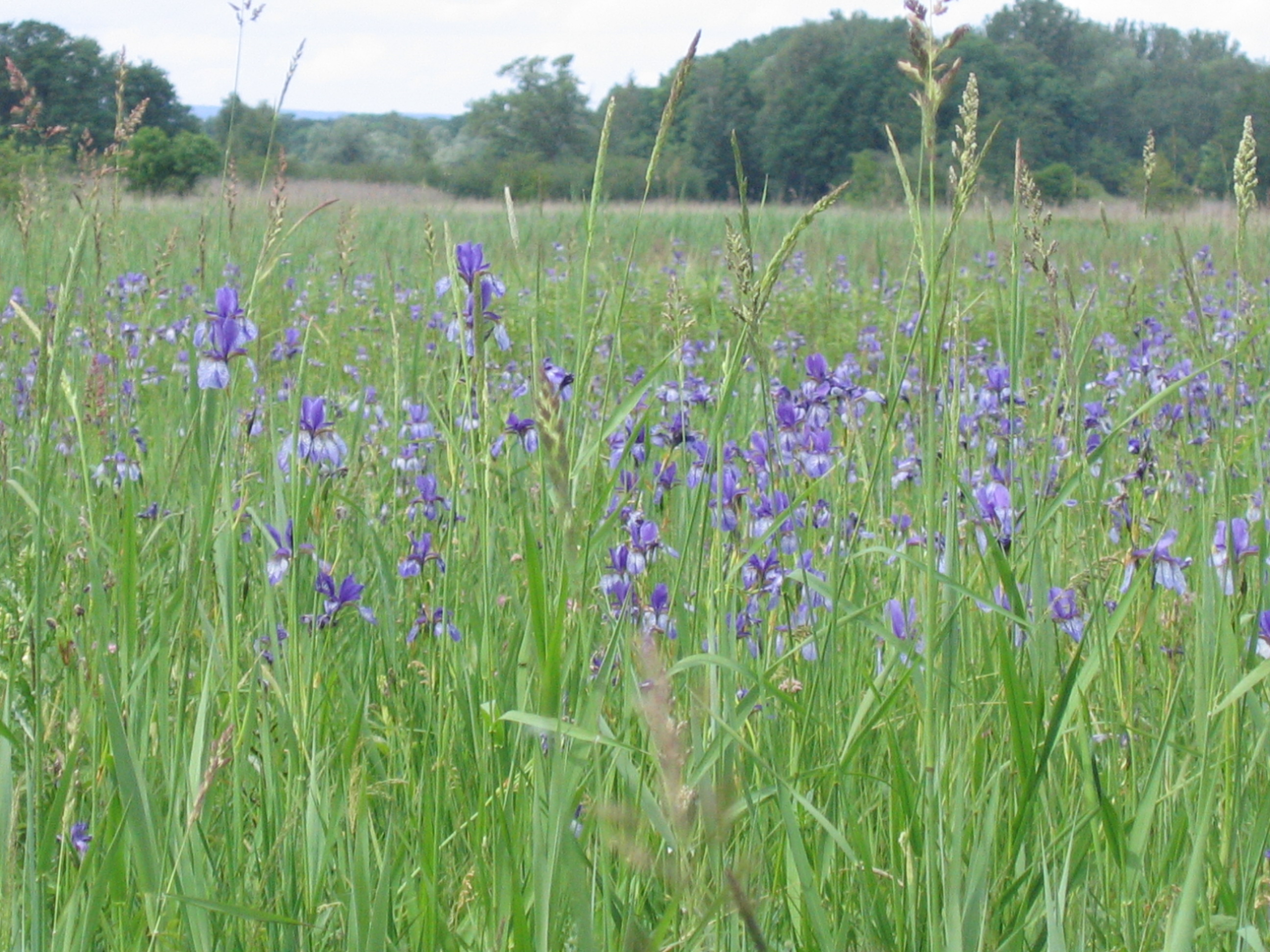
Irisblüte
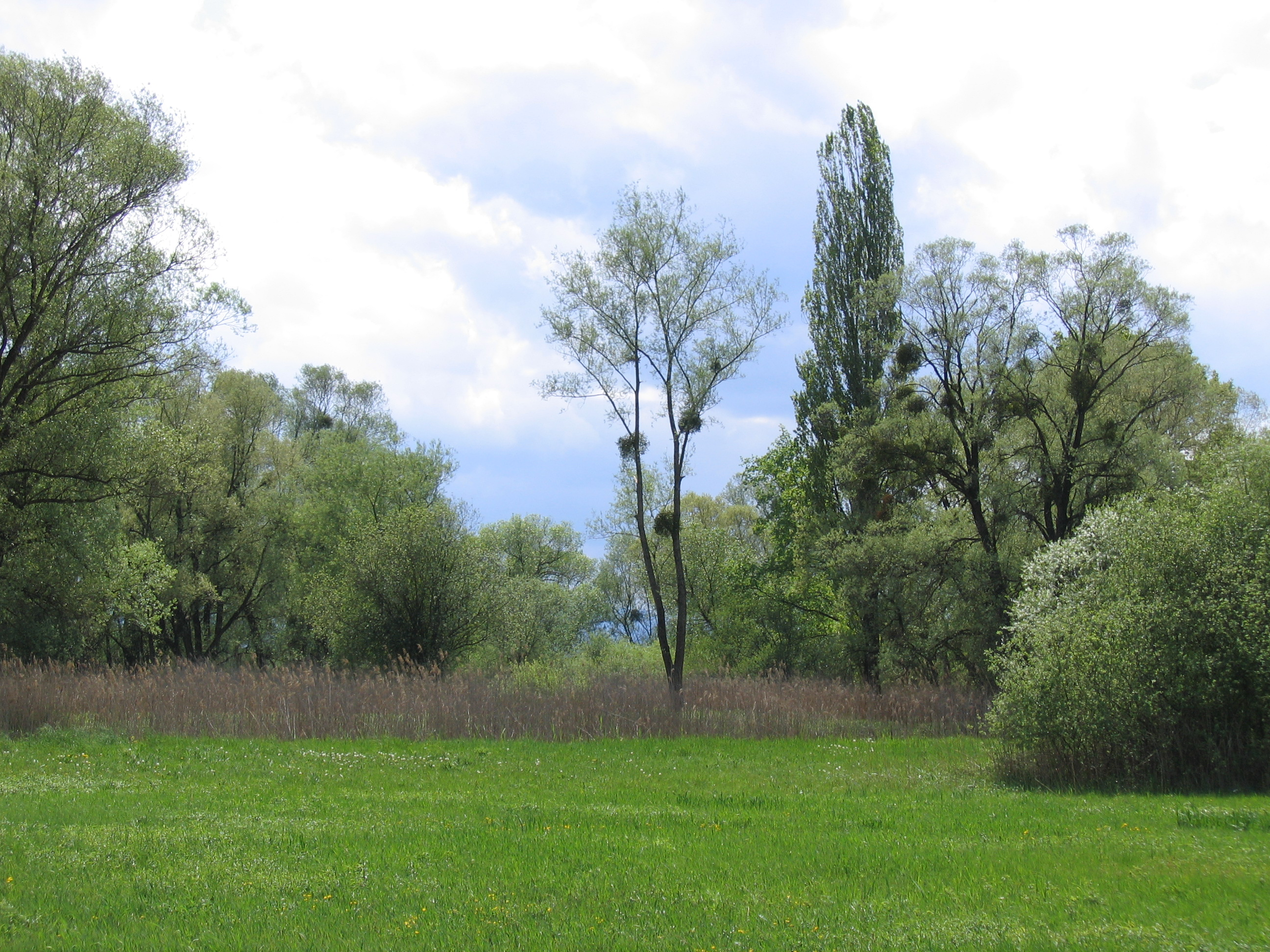
Riedwiese
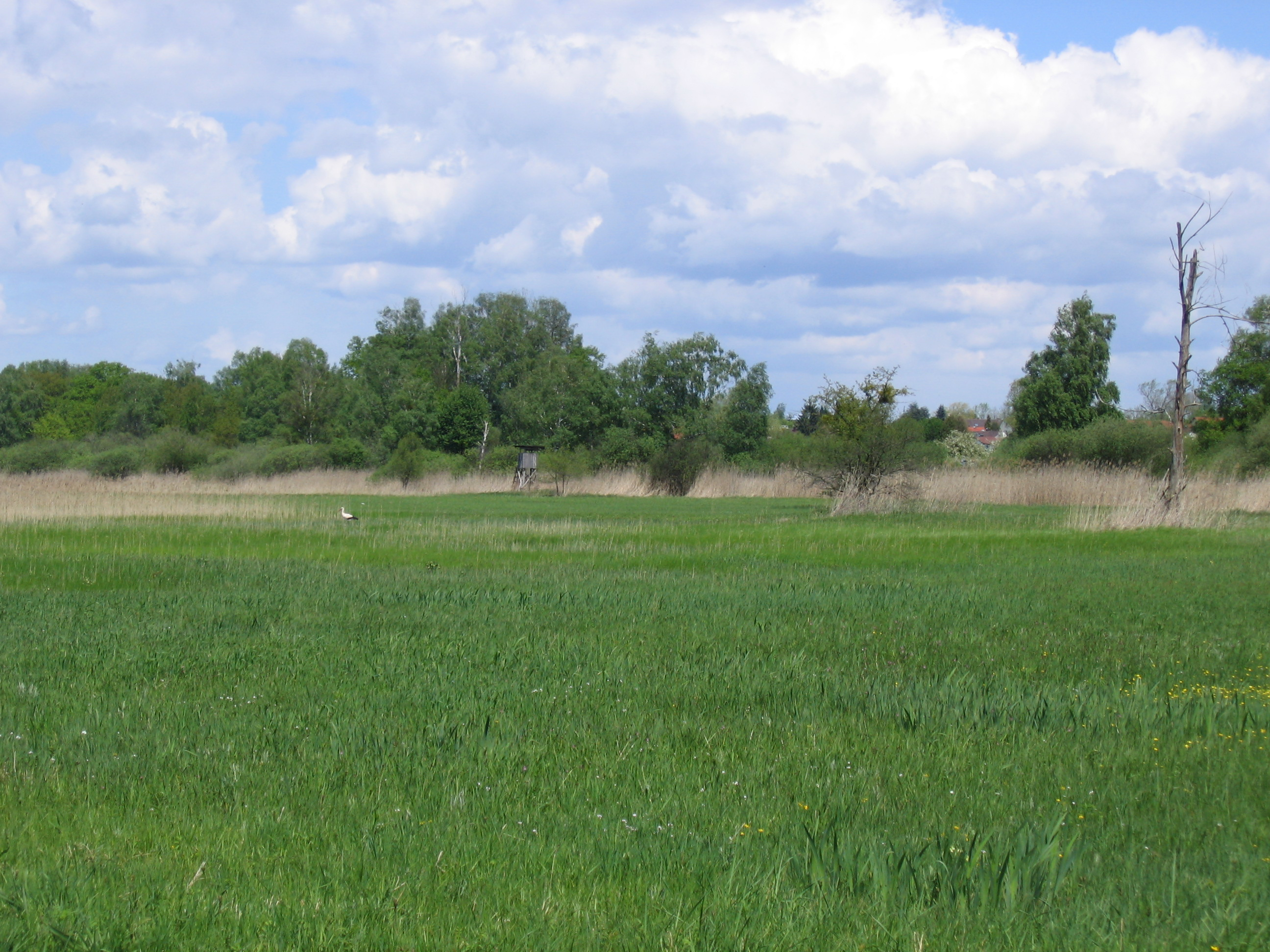
Riedwiese mit Weißstorch
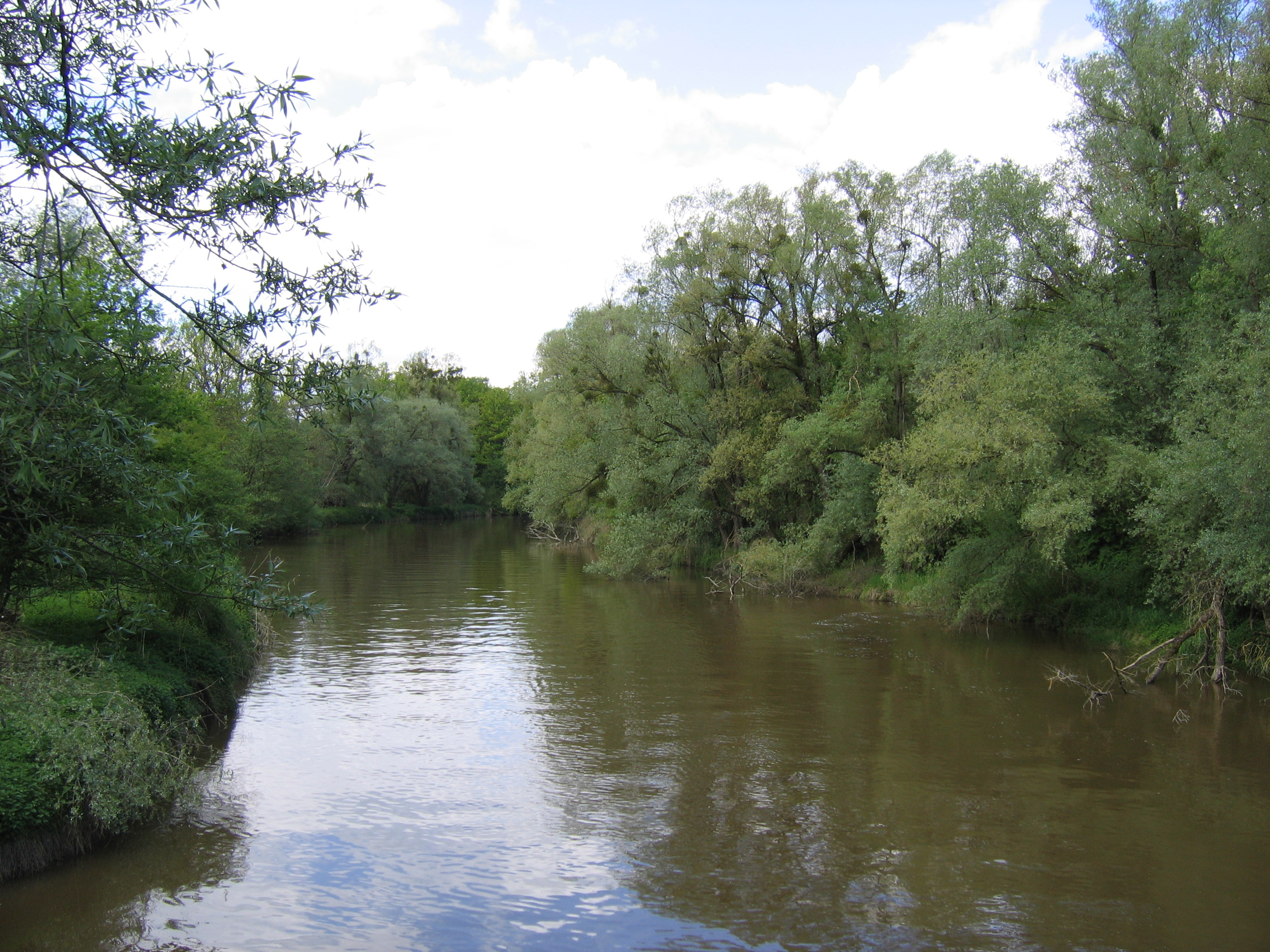
Die Schussen kurz vor ihrer Mündung in den Bodensee

## Lebensräume
Vor allem von der Höhenlage über dem Mittelwasser des Bodensees und der damit verbundenen unterschiedlich langen Überflutung bei Hochwasser ist die Verteilung verschiedener Pflanzen- und Tiergesellschaften des Eriskircher Rieds geprägt. Heute unterscheidet man vier Lebensräume.
- Die Altwasser

Schussen und Rotach flossen von Natur aus nicht im geraden Verlauf zum Bodensee, sondern bildeten zahlreiche Flussschlingen. Diese wurden Anfang des 20. Jahrhunderts von den Menschen begradigt und bei der Schussen von dieser abgeschnitten. Es entstanden die sogenannten Still- bzw. Altwasser.
- Die Schussen mit den Auenwäldern

Auwälder sind azonale Waldgesellschaften, die von Überschwemmungen und hohen Grundwasserpegeln stark beeinflusst werden.
- Die Streuwiesen

Streuwiesen zählen heute zu den wertvollsten Biotopen. Die seenahen Wiesen im Eriskircher Ried werden fast jedes Jahr wochenlang überflutet, so dass sie nicht als Futterwiesen genutzt werden konnten; sie wurden im Winterhalbjahr gemäht, und das Mahdgut fand als Einstreu (hiervon leitet sich der Name „Streuwiese“ ab) in Ställen Verwendung.
- Den Uferbereich mit Flachwasserzone

Die im Sommer überschwemmten, sehr flachen und bis zu einem Kilometer weit hinaus fallenden Schilf- und Röhrichtbestände sind die Kinderstube von Fischen und Wasservögeln. Nährstoffe, Licht und Wärme fördern hier das pflanzliche Wachstum, so dass diese Flachwasserzone der produktivste Bereich des ganzen Sees ist. Bei Niedrigwasser treten große Schlammflächen zutage, die wertvolle Rastplätze für Brach- und andere Watvögel sind.

## Flora und Fauna

### Flora
Im Eriskircher Ried sind etwa 650 Pflanzenarten nachgewiesen. Aus der schützenswerten Flora sind folgende Arten zu nennen (Auswahl):
- Amaryllisgewächse (5)
  - Duft-Lauch (Allium ramosum), auch Wohlriechender Lauch
  - Frühlingsknotenblume (Leucojum vernum), auch Märzenbecher, Märzbecher oder Großes Schneeglöckchen genannt
  - Kiel-Lauch (Allium carinatum), auch Gekielter Lauch
  - Kanten-Lauch (Allium angulosum)
  - Schnittlauch (Allium schoenoprasum), auch Gras-, Binsen-, Brislauch, Jakobszwiebel, Schnitt-Lauch oder Schnittling genannt
- Araliengewächse
  - Gewöhnlicher Wassernabel (Hydrocotyle vulgaris)
- Aronstabgewächse
  - Dreifurchige Wasserlinse (Lemna trisulca)
  - Vielwurzelige Teichlinse (Spirodela polyrhiza)
- Balsaminengewächse
  - Drüsiges Springkraut (Impatiens glandulifera), auch Indisches Springkraut genannt
- Bärlappgewächse
  - Gewöhnlicher Sumpf-Bärlapp oder Moorbärlapp (Lycopodiella inundata)
- Binsengewächse
  - Alpen-Binse oder Gebirgs-Binse (Juncus alpinus, Synonym: Juncus alpinoarticulatus)
- Birkengewächse
  - Schwarz-Erle (Alnus glutinosa)
- Braunwurzgewächse (2)
  - Blasser Gauchheil-Ehrenpreis (Veronica catenata)
  - Windblumen-Königskerze (Verbascum phlomoides)
- Buchengewächse
  - Stieleiche (Quercus robur), auch Sommereiche oder Deutsche Eiche genannt
- Doldenblütler (6)
  - Kriechender Sellerie (Apium repens)
  - Kümmelblättrige Silge (Selinum carvifolia)
  - Wasserschierling (Cicuta virosa), eines der giftigsten Doldengewächse
  - Gewöhnliche Wiesensilge (Silaum silaus)
  - Großer Wasserfenchel (Oenanthe aquatica), auch als Wasser-Rebendolde bekannt
  - Sumpf-Haarstrang oder Ölsenich (Peucedanum palustre)
- Dreizackgewächse
  - Sumpf-Dreizack (Triglochin palustre)

- Enziangewächse (2)

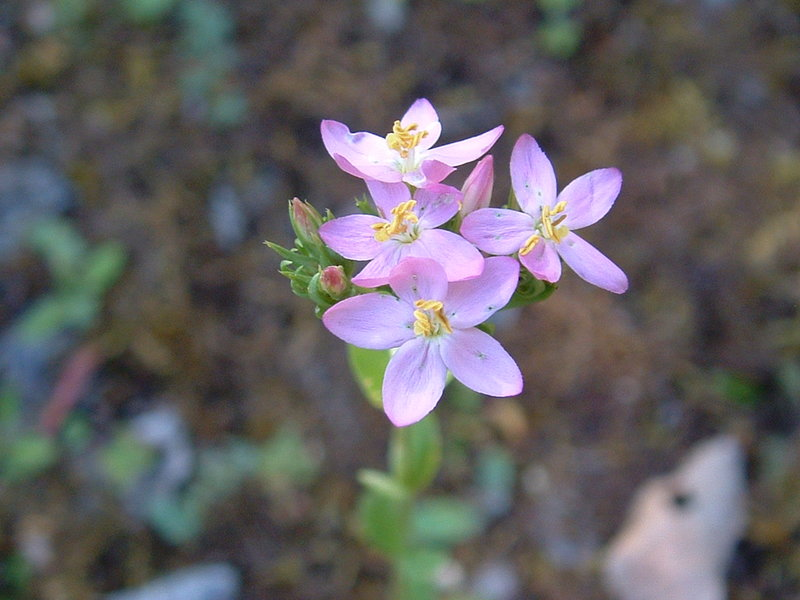
Kleines Tausendgüldenkraut
(Centaurium pulchellum)

  - Kleines Tausendgüldenkraut (Centaurium pulchellum), heißt auch Zierliches Tausendgüldenkraut
  - Lungen-Enzian (Gentiana pneumonanthe)
- Fieberkleegewächse
  - Fieberklee oder Bitterklee (Menyanthes trifoliata)
- Froschbissgewächse
  - Europäischer Froschbiss (Hydrocharis morsus-ranae)
- Froschlöffelgewächse
  - Gewöhnliches Pfeilkraut (Sagittaria sagittifolia), auch als Pfeilblatt bezeichnet
- Fuchsschwanzgewächse
  - Graugrüner Gänsefuß (Chenopodium glaucum)
- Germergewächse
  - Einbeere (Paris quadrifolia), eine giftige Pflanzenart, auch Vierblättrige Einbeere genannt
- Glockenblumengewächse
  - Wiesen-Glockenblume (Campanula patula)
- Hahnenfußgewächse (9)
  - Akeleiblättrige Wiesenraute (Thalictrum aquilegiifolium), auch Amstelraute genannt
  - Brennender Hahnenfuß (Ranunculus flammula)
  - Schmalblättrige Wiesenraute (Thalictrum simplex)
  - Gelbe Wiesenraute (Thalictrum flavum)
  - Gift-Hahnenfuß (Ranunculus sceleratus)
  - Haarblättriger Wasserhahnenfuß (Ranunculus trichophyllus), auch Haarblättriger Hahnenfuß genannt
  - Trollblume (Trollius europaeus), auch Goldköpfchen, Butterblume, Butterkugel (Ankenbollen) oder Kugelranunkel
  - Wald-Hahnenfuß (Ranunculus nemorosus), auch Hain-Hahnenfuß genannt
  - Zungen-Hahnenfuß (Ranunculus lingua), auch Großer Hahnenfuß
- Hanfgewächse
  - Wilder Hopfen
- Hülsenfrüchtler (8)
  - Berg-Klee (Trifolium montanum)
  - Blassgelber Klee (Trifolium ochroleucon)
  - Echter Wundklee (Anthyllis vulneraria), auch Gemeiner Wundklee
  - Erdbeer-Klee (Trifolium fragiferum), auch Himbeer-Klee genannt
  - Hoher Steinklee (Melilotus altissimus)
  - Sumpf-Hornklee (Lotus pedunculatus)
  - Sumpf-Platterbse (Lathyrus palustris)
  - Viersamige Wicke (Vicia tetrasperma)
- Hundsgiftgewächse
  - Schwalbenwurz (Vincetoxicum hirundinaria)
- Igelkolbengewächse
  - Ästiger Igelkolben (Sparganium erectum), auch Aufrechter Igelkolben genannt
    - Unbeachteter Igelkolben (Sparganium erectum subsp. neglectum)
- Johanniskrautgewächse
  - Echtes Johanniskraut (Hypericum perforatum)
- Kardengewächse (3)
  - Gewöhnlicher Teufelsabbiss (Succisa pratensis), auch einfach Abbiss, Teufelwurz oder Teufelsbiss genannt
  - Tauben-Skabiose (Scabiosa columbaria), auch als Tauben-Grindkraut bezeichnet
  - Wilde Karde oder Wilde Kardendistel (Dipsacus fullonum)
- Knöterichgewächse (3)
  - Fluss-Ampfer (Rumex hydrolapathum), auch Teich- oder Riesen-Ampfer genannt
  - Ufer-Ampfer oder Strand-Ampfer (Rumex maritimus)
  - Wasser-Knöterich (Persicaria amphibia)
- Korbblütler (15)
  - Acker-Hundskamille (Anthemis arvensis)
  - Bach-Kratzdistel (Cirsium rivulare)
  - Färber-Scharte (Serratula tinctoria)
  - Großes Flohkraut (Pulicaria dysenterica), im Volksmund unter den Namen Ruhrwurz oder Ruhr-Flohkraut bekannt
  - Kanadische Goldrute (Solidago canadensis)
  - Nickender Zweizahn (Bidens cernua)
  - Niedrige Schwarzwurzel (Scorzonera humilis)
  - Raukenblättriges Greiskraut (Senecio erucifolius), auch Raukenblättriges Kreuzkraut
  - Strahliger Zweizahn oder Strahlender Zweizahn (Bidens radiata)
  - Sumpf-Löwenzahn (Taraxacum sectio Palustria)
  - Sumpf-Ruhrkraut (Gnaphalium uliginosum)
  - Sumpf-Schafgarbe oder Bertram-Schafgarbe (Achillea ptarmica)
  - Sumpf-Greiskraut (Senecio paludosus)
  - Wasser-Greiskraut, auch Wasser-Kreuzkraut (Senecio aquaticus)
  - Weidenblättriger Alant (Inula salicina), auch Weiden-Alant
- Kreuzblütengewächse (5)
  - Echte Brunnenkresse (Nasturtium officinale)
  - Französische Hundsrauke (Erucastrum gallicum)
  - Gewöhnliche Sumpfkresse (Rorippa palustris)
  - Mauer-Doppelsame (Diplotaxis muralis), auch Acker-Doppelrauke oder Mauersenf genannt
  - Stumpfkantige Hundsrauke oder Brunnenkressenblättrige Hundsrauke (Erucastrum nasturtiifolium)
- Kreuzblumengewächse (2)
  - Gewöhnliche Kreuzblume (Polygala vulgaris)
  - Sumpf-Kreuzblume (Polygala amarella)
- Laichkrautgewächse (5)
  - Durchwachsenes Laichkraut (Potamogeton perfoliatus)
  - Fischkraut oder Dichtes Laichkraut (Groenlandia densa)
  - Flutendes Laichkraut (Potamogeton nodosus)
  - Schmalblättriges Laichkraut (Potamogeton x angustifolius)
  - Spiegelndes Laichkraut (Potamogeton lucens)
- Lippenblütler
  - Weichhaariger Hohlzahn (Galeopsis pubescens)
  - Sumpf-Ziest (Stachys palustris)
- Moschuskrautgewächse
  - Gewöhnlicher Schneeball (Viburnum opulus), auch Gemeiner Schneeball
- Myrsinengewächse
  - Gewöhnlicher Gilbweiderich (Lysimachia vulgaris)
- Natternzungengewächse (2)
  - Echte Mondraute (Botrychium lunaria)
  - Gewöhnliche Natternzunge (Ophioglossum vulgatum)
- Nelkengewächse
  - Bach-Sternmiere (Stellaria alsine), auch Quell-Sternmiere genannt
- Orchideen (15)
  - Coeloglossum
    - Grüne Hohlzunge (Coeloglossum viride)

  - Drehwurzen
    - Sommer-Drehwurz (Spiranthes aestivalis), auch als Sommerwendelorchis oder Sommerwendelähre bezeichnet

  - Glanzkraut
    - Sumpf-Glanzkraut (Liparis loeselii), auch unter dem Namen Torf-Glanzkraut, Glanzstendel oder der älteren Bezeichnung Glanzorchis bekannt

  - Händelwurzen
    - Mücken-Händelwurz (Gymnadenia conopsea), auch Langsporn-Händelwurz, Fliegen-Händelwurz oder Große Händelwurz genannt

  - Honigorchis
    - Einknollige Honigorchis (Herminium monorchis)

  - Knabenkräuter
    - Brand-Knabenkraut (Orchis ustulata)
    - Breitblättriges Knabenkraut (Dactylorhiza majalis), oft auch als Breitblättrige Fingerwurz bezeichnet
    - Fleischfarbenes Knabenkraut oder Fleischrotes Knabenkraut (Dactylorhiza incarnata), seltener auch Steifblättriges Knabenkraut genannt
    - Helm-Knabenkraut (Orchis militaris)
    - Kleines Knabenkraut (Orchis morio), auch als Salep-Knabenkraut oder Narrenkappe bezeichnet
    - Strohgelbes Knabenkraut oder Bleichgelbes Knabenkraut (Dactylorhiza ochroleuca)

  - Netzblatt
    - Kriechendes Netzblatt (Goodyera repens), die einzige immergrüne Pflanzenart aus der Familie der Orchideen im deutschsprachigen Raum

  - Ragwurzen
    - Bienen-Ragwurz (Ophrys apifera)

  - Stendelwurzen
    - Sumpf-Stendelwurz (Epipactis palustris), auch Weiße Sumpfwurz, Echte Sumpfwurz oder Sumpf-Sitter

  - Waldhyazinthen
    - Zweiblättrige Waldhyazinthe (Platanthera bifolia), auch Weiße Waldhyazinthe

  - Weichorchis
    - Sumpf-Weichorchis (Hammarbya paludosa) (?)
- Primelgewächse (3)
  - Echte Schlüsselblume (Primula veris), auch Wiesen-Primel oder Himmelschlüssel
  - Mehlprimel (Primula farinosa), auch Mehlige Schlüsselblume
  - Straußblütiger Gilbweiderich (Lysimachia thyrsiflora)
- Raublattgewächse
  - Bodensee-Vergissmeinnicht (Myosotis rehsteineri), wohl ausgestorben
- Rötegewächse
  - Hohes Labkraut (Galium elongatum), oft auch als Hohes Sumpf-Labkraut bezeichnet
  - Nordisches Labkraut (Galium boreale)
- Rosengewächse (5)
  - Bach-Nelkenwurz (Geum rivale)
  - Holzapfel (Malus sylvestris), auch als Europäischer Wildapfel bezeichnet
  - Kleines Mädesüß (Filipendula vulgaris)
  - Norwegisches Fingerkraut (Potentilla norvegica)
  - Sumpf-Blutauge (Potentilla palustris)
  - Wein-Rose (Rosa rubiginosa) auch Zaun-Rose, Apfel-Rose oder Sweet Briar genannt
- Sandelholzgewächse
  - Weißbeerige Mistel (Viscum album), auch Weiße Mistel

- Sauergrasgewächse (35)

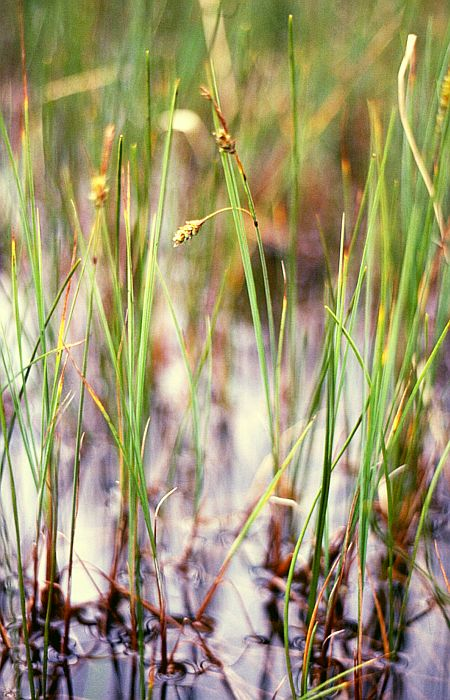
Schlamm-Segge
(Carex limosa)

  - Alpen-Rasenbinse (Trichophorum alpinum), auch Alpen-Haarsimse, Alpen-Haarbinse oder Alpen-Wollgras
  - Armblütige Sumpfbinse oder Wenigblütige Sumpfsimse (Eleocharis quinqueflora)
  - Bastard-Kopfried (Schoenus x intermedius)
  - Binsenschneide (Cladium mariscus), auch Schneidried oder Schneide genannt
  - Blasen-Segge (Carex vesicaria), auch Schmalblättrige Blasen-Segge genannt
  - Braun-Segge (Carex nigra), auch Wiesen-Segge
  - Braunes Zypergras (Cyperus fuscus)
  - Breitblättriges Wollgras (Eriophorum latifolium)
  - Buxbaums Segge (Carex buxbaumii)
  - Davalls Segge (Carex davalliana), auch als Torf-Segge oder Rau-Segge bezeichnet
  - Draht-Segge (Carex diandra)
  - Einspelzige Sumpfbinse (Eleocharis uniglumis)
  - Faden-Segge (Carex lasiocarpa)
  - Filz-Segge (Carex tomentosa), auch als Filzfrüchtige Segge bezeichnet
  - Floh-Segge (Carex pulicaris)
  - Fuchs-Segge (Carex vulpina)
  - Gelb-Segge (Carex flava), auch Echte Segge oder Große Segge
  - Gelbliches Zypergras (Cyperus flavescens)
  - Igel-Segge (Carex echinata)
  - Langährige Segge (Carex elongata)
  - Rostrotes Kopfried (Schoenus ferrugineus)
  - Saum-Segge (Carex hostiana)
  - Scheinzypergras-Segge (Carex pseudocyperus)
  - Schlamm-Segge (Carex limosa)
  - Schlankes Wollgras (Eriophorum gracile), auch Zierliches Wollgras
  - Schmalblättriges Wollgras (Eriophorum angustifolium)
  - Schuppenfrüchtige Gelb-Segge (Carex lepidocarpa)
  - Schwarzes Kopfried (Schoenus nigricans), auch Kopfbinse genannt
  - Schwarzschopf-Segge (Carex appropinquata)
  - Späte Gelb-Segge (Carex viridula)
  - Ufer-Segge (Carex riparia)
  - Weißes Schnabelried (Rhynchospora alba)
  - Zusammengedrückte Quellbinse (Blysmus compressus), auch Quellsimse, Quellbinse, Flaches Quellried oder Platthalm-Quellried genannt
  - Zweizeilige Segge (Carex disticha)
  - Zyperngras-Segge (Carex bohemica)
- Schachtelhalmgewächse
  - Ästiger Schachtelhalm (Equisetum ramosissimum)
  - Bunter Schachtelhalm (Equisetum variegatum)
- Schwertliliengewächse
  - Sibirische Schwertlilie (Iris sibirica), auch Wiesen-Schwertlilie
  - Sumpf-Schwertlilie (Iris pseudacorus), auch Gelbe Schwertlilie genannt
- Seerosengewächse (2)
  - Gelbe Teichrose (Nuphar lutea)
  - Weiße Seerose (Nymphaea alba)
- Simsenliliengewächse
  - Gewöhnliche Simsenlilie (Tofieldia calyculata), auch Kelch- oder Hüllen-Simsenlilie genannt
- Sommerwurzgewächse (8)
  - Gelbe Sommerwurz (Orobanche lutea)
  - Grannen-Klappertopf (Rhinanthus glacialis)
  - Großer Klappertopf (Rhinanthus angustifolius)
  - Kleine Sommerwurz (Orobanche minor), auch Kleewürger genannt
  - Roter Zahntrost (Odontites vulgaris), andere Namen sind Später Roter Zahntrost, Herbst-Zahntrost und Roter Augentrost
  - Sumpf-Läusekraut (Pedicularis palustris)
  - Violette Sommerwurz (Orobanche purpurea)
  - Wald-Läusekraut (Pedicularis sylvatica)
- Sonnentaugewächse (2)
  - Langblättriger Sonnentau (Drosera anglica), auch als Langblatt-Sonnentau oder Englischer Sonnentau bezeichnet
  - Rundblättriger Sonnentau (Drosera rotundifolia), auch Himmelstau, Herrgottslöffel, Himmelslöffelkraut, Spölkrut oder Widdertod genannt
- Spindelbaumgewächse
  - Sumpf-Herzblatt (Parnassia palustris), auch Studentenröschen genannt
- Süßgräser (8)
  - Borstgras (Nardus stricta), auch Hirschhaar oder Bürstling genannt
  - Dreizahn oder Gewöhnlicher Dreizahn (Danthonia decumbens)
  - Gemeines Zittergras (Briza media), auch als Gewöhnliches - oder Mittleres Zittergras bezeichnet
  - Knick-Fuchsschwanzgras (Alopecurus geniculatus), auch Knick-Fuchsschwanz
  - Mäuse-Gerste (Hordeum murinum)
  - Quellgras (Catabrosa aquatica)
  - Trauben-Trespe oder Traubige Trespe (Bromus racemosus)
  - Wasser-Schwaden (Glyceria maxima), auch Großer Schwaden, Großer Wasserschwaden oder Riesen-Schwaden
- Sumpffarngewächse
  - Sumpffarn (Thelypteris palustris)
- Tausendblattgewächse
  - Ähriges Tausendblatt (Myriophyllum spicatum), auch Ährenblütiges Tausendblatt genannt
  - Quirliges Tausendblatt (Myriophyllum verticillatum)
- Ulmengewächse
  - Feldulme (Ulmus minor)
- Veilchengewächse
  - Hunds-Veilchen (Viola canina)
- Wasserschlauchgewächse (5)
  - Gewöhnlicher Wasserschlauch (Utricularia vulgaris), eine fleischfressende Art
  - Gemeines Fettkraut, auch Blaues Fettkraut, Gewöhnliches Fettkraut oder Kiwitzfettkraut (Pinguicula vulgaris)
  - Kleiner Wasserschlauch (Utricularia minor)
  - Mittlerer Wasserschlauch (Utricularia intermedia)
  - Verkannter Wasserschlauch (Utricularia australis), auch Südlicher Wasserschlauch oder Großer Wasserschlauch genannt
- Wegerichgewächse (5)
  - Europäischer Strandling (Littorella uniflora)
  - Gottes-Gnadenkraut (Gratiola officinalis)
  - Großer Ehrenpreis (Veronica teucrium)
  - Sumpf-Wasserstern (Callitriche palustris), auch Frühlings-Wasserstern genannt
  - Tannenwedel (Hippuris vulgaris), oftmals als Gemeiner Tannenwedel bezeichnet
- Weidengewächse (5)
  - Kriech-Weide (Salix repens)
  - Lorbeer-Weide (Salix pentandra)
  - Reif-Weide (Salix daphnoides)
  - Schwarz-Pappel (Populus nigra), auch Saarbaum genannt
  - Silber-Weide (Salix alba)
- Weiderichgewächse
  - Gewöhnlicher Blutweiderich (Lythrum salicaria)
- Windengewächse
  - Echte Zaunwinde (Calystegia sepium)
  - Quendel-Seide (Cuscuta epithymum)
- Wolfsmilchgewächse
  - Breitblättrige Wolfsmilch (Euphorbia platyphyllos)
- Zeitlosengewächse
  - Herbst-Zeitlose (Colchicum autumnale)

### Fauna
Aus der schützenswerten Fauna sind folgende Tierarten zu nennen (Auswahl):
- Amphibien
  - der Teichfrosch (Rana kl. esculenta), auch Wasserfrosch, aus der Familie der Echten Frösche
- Fische
  - der Hecht (Esox lucius), ein einheimischer Raubfisch aus der Familie der Hechte
  - die Rotfeder (Scardinius erythrophthalmus), auch Unechtes Rotauge oder Rötel, aus der Familie der Karpfenfische
- Insekten, unter anderem rund 350 Tag- und Nachtfalterarten
  - die Große Moosjungfer (Leucorrhinia pectoralis) ist eine mittelgroße Art aus der Familie der Segellibellen
  - der Iris-Rüssler oder Weißpunktiger Schwertlilienrüssler (Mononychus punctumalbum), eine Käferart
  - Langflüglige Schwertschrecke (Conocephalus fuscus), eine Art aus der Familie der Schwertschrecken
  - die Lauchschrecke (Mecostethus parapleurus) aus der Familie der Feldheuschrecken
  - der Lungenenzian-Ameisenbläuling (Maculinea alcon), auch Kleiner Moorbläuling genannt, ein Tagfalter aus der Familie der Bläulinge
  - Südliche Mosaikjungfer (Aeshna affinis), eine Art aus der Familie der Edellibellen
- Reptilien
  - die Ringelnatter (Natrix natrix), eine Schlange aus der Familie der Nattern
- Spinnentiere
  - Raubmilben und Spinnmilben
  - die Wespenspinne (Argiope bruennichi), auch Zebraspinne, eine Art aus der Familie der Echten Radnetzspinnen
- Säugetiere
  - die Wasserfledermaus (Myotis daubentonii) aus der Familie der Glattnasen

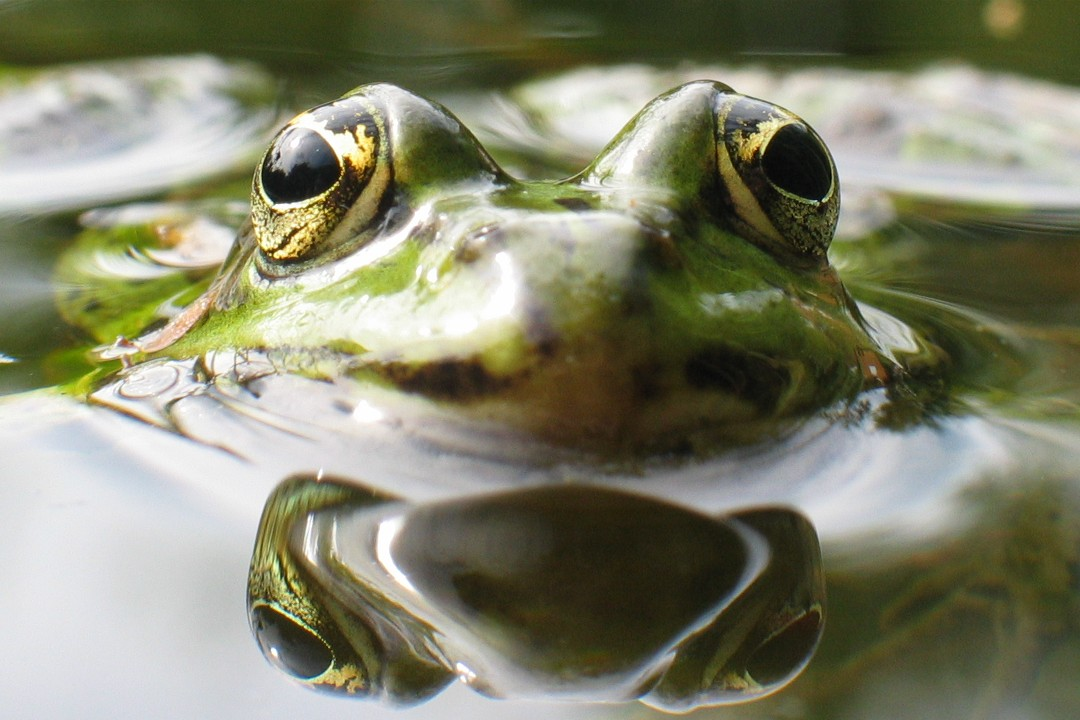
Teichfrosch (Rana kl. esculenta)
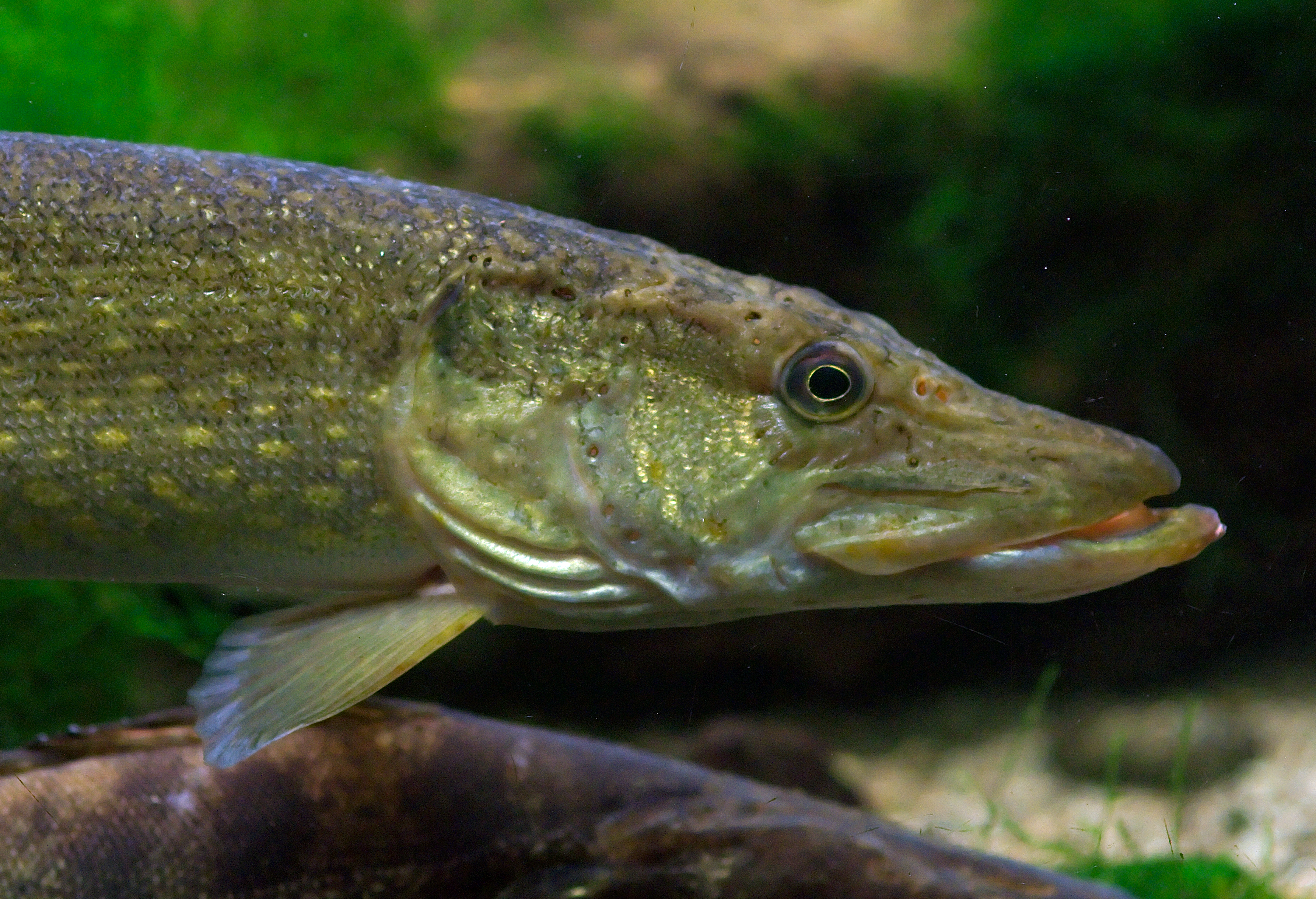
Hecht (Esox lucius)
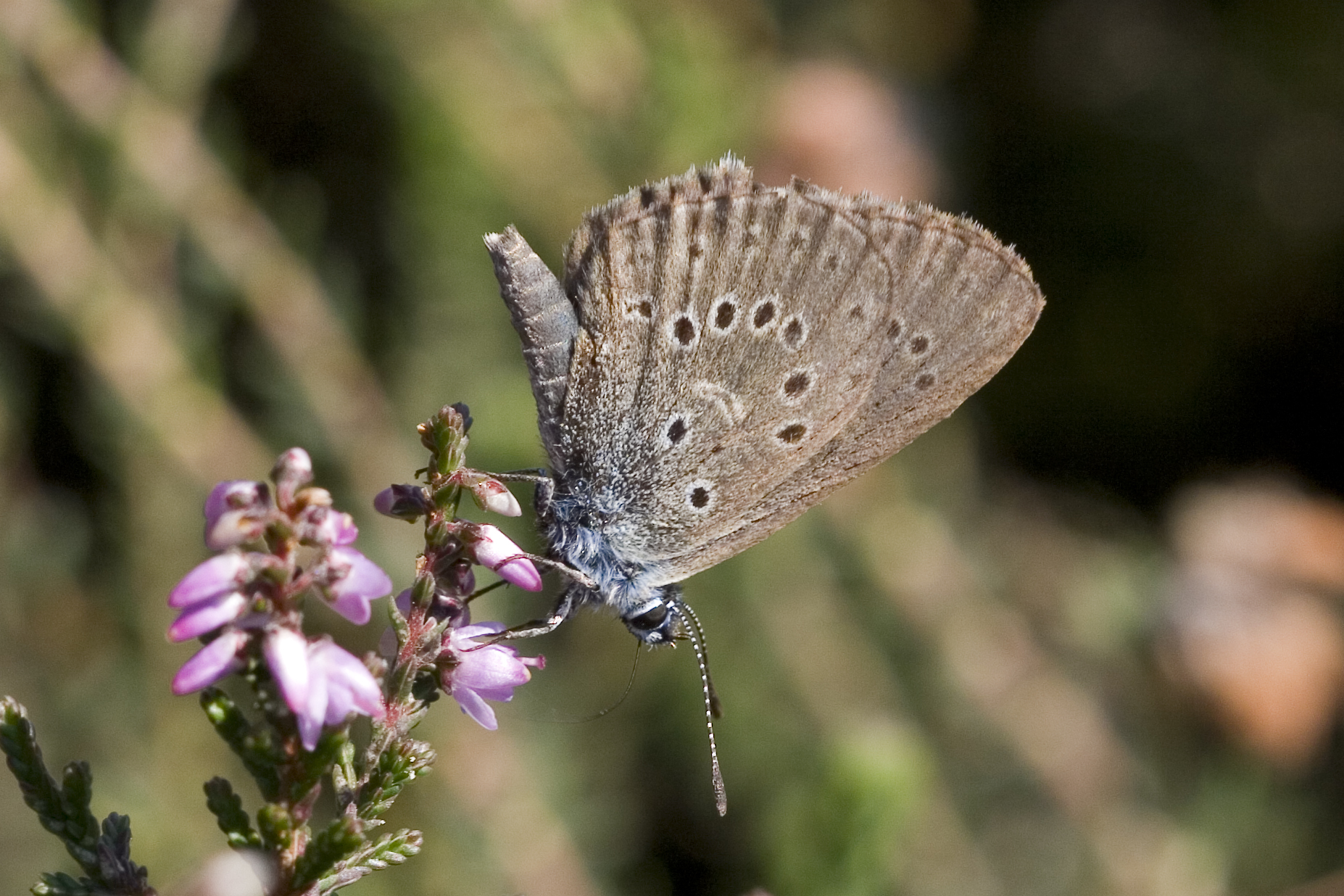
Lungenenzian-Ameisenbläuling (Glaucopsyche alcon)
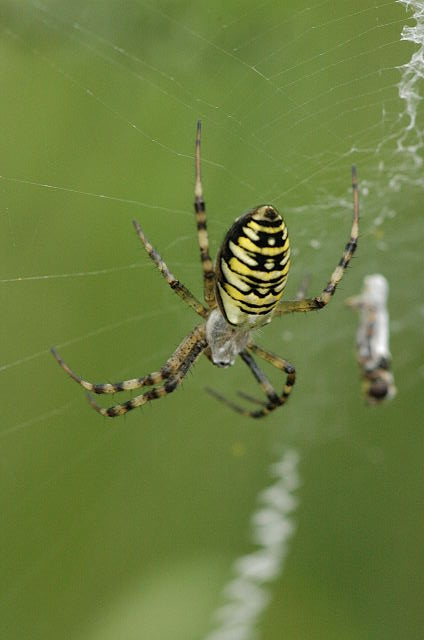
Wespenspinne (Argiope bruennichi)
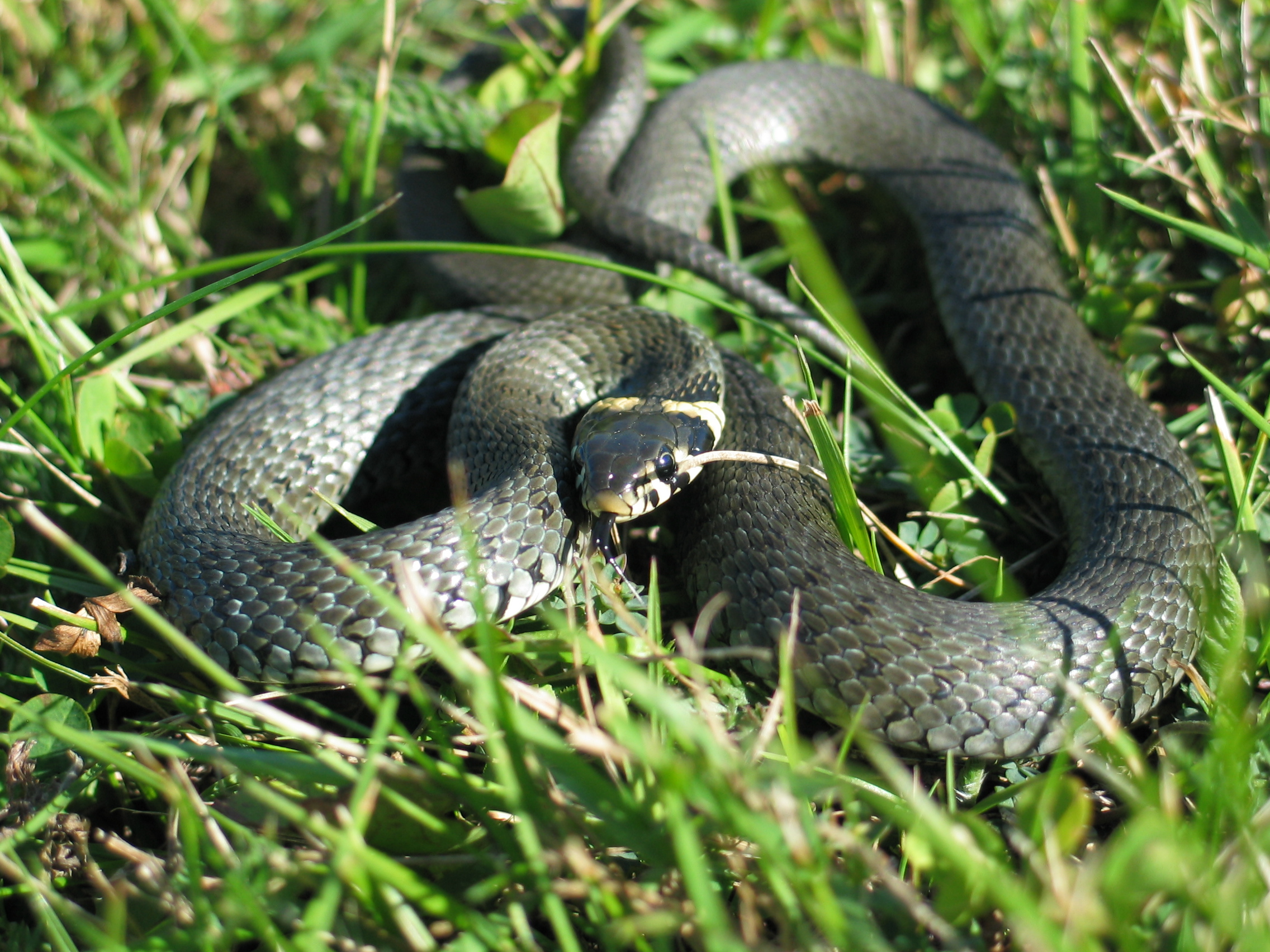
Ringelnatter (Natrix natrix)
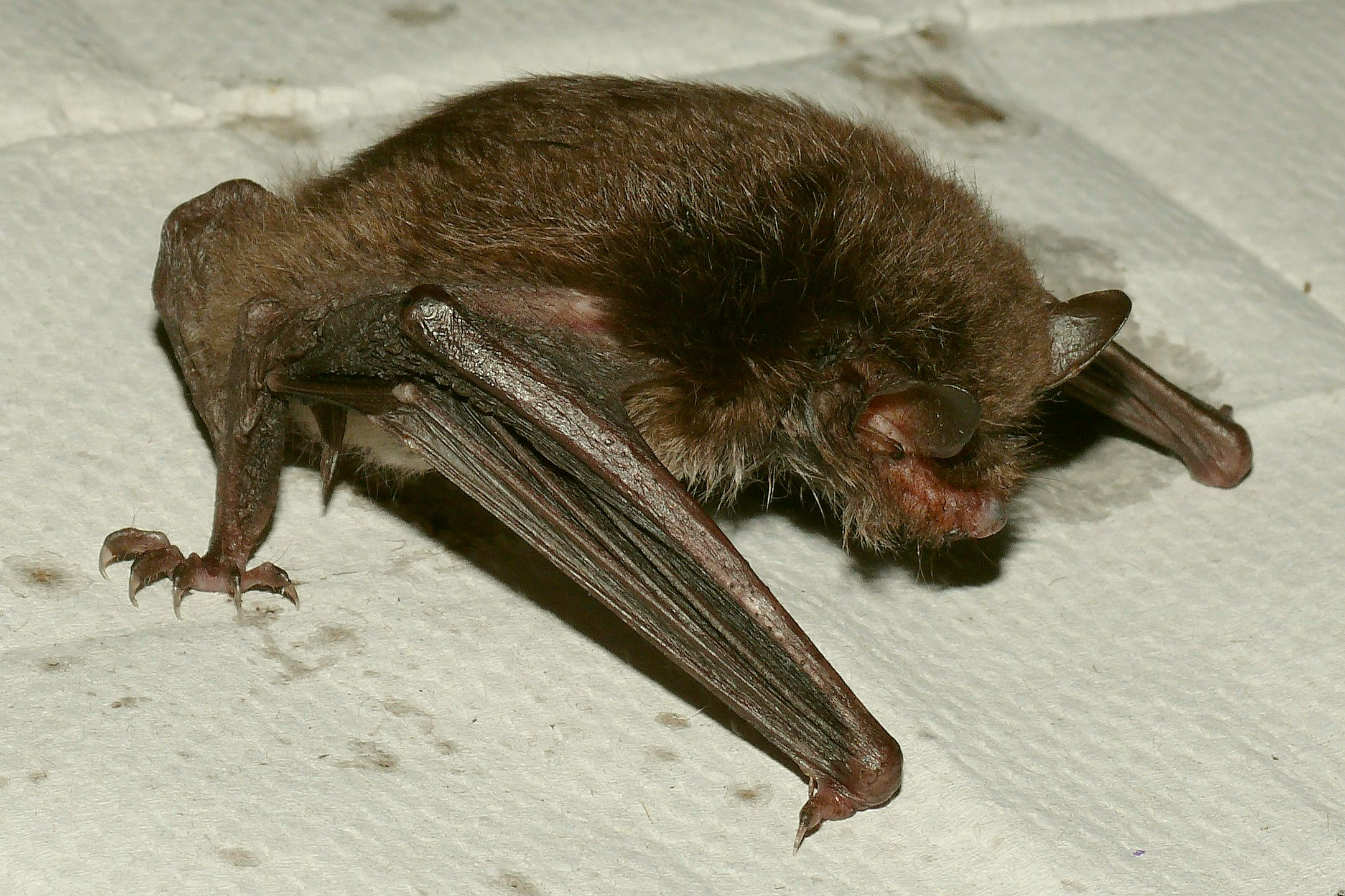
Wasserfledermaus (Myotis daubentonii)
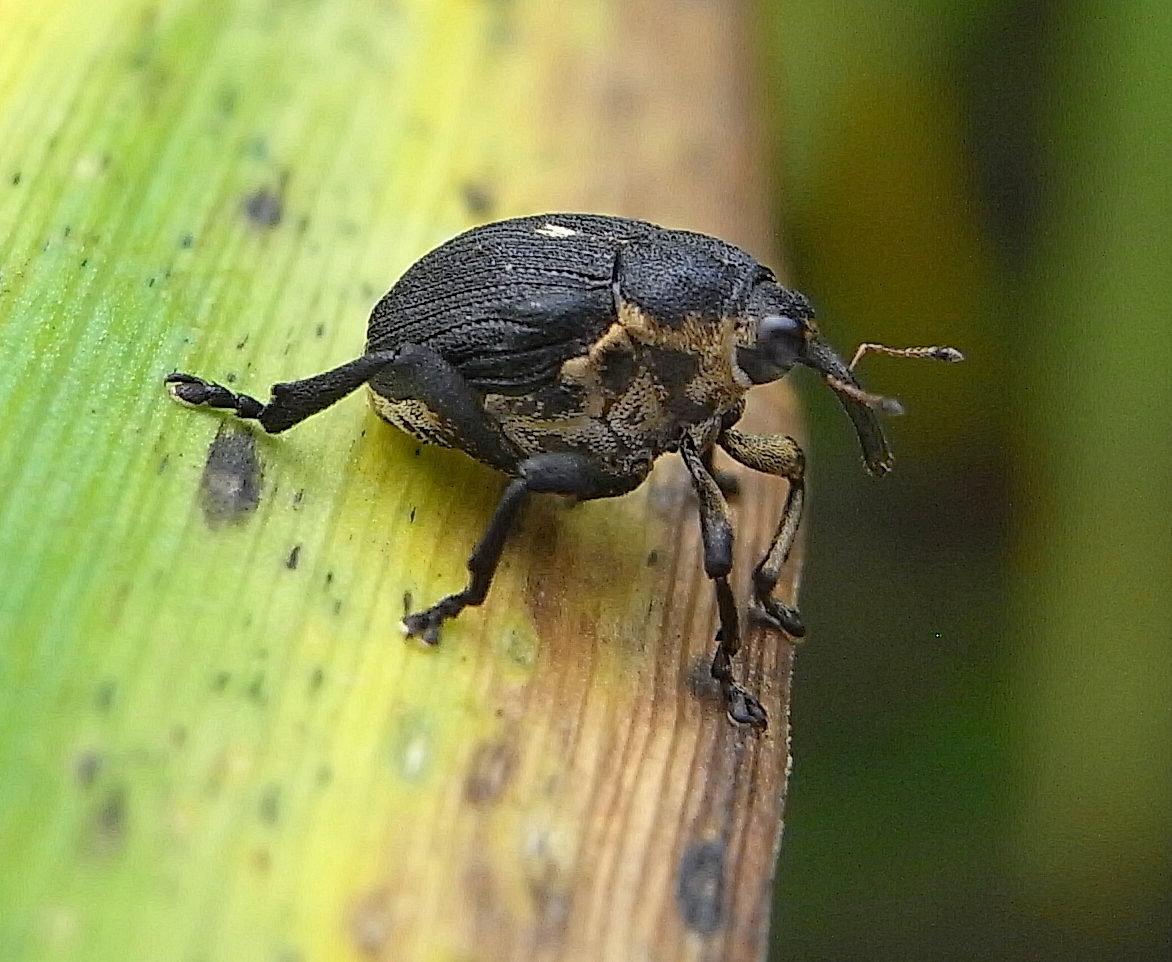
Weißpunktiger Schwertlilienrüssler (Mononychus punctumalbum)

Bodenseepfad-Übersichtstafeln „Vögel“

- Vögel, unter anderem rund 70 Brutvogelarten[3]
  - Ammern: Rohrammer (Emberiza schoeniclus)
  - Eisvögel: Eisvogel (Alcedo atthis)
  - Entenvögel: Bergente, Blässgans, Brandgans, Eiderente, Eisente, Gänsesäger (Mergus merganser), Graugans, Höckerschwan (Cygnus olor), Knäkente, Kolbenente (Netta rufina), Krickente (Anas crecca), Löffelente, Moorente, Pfeifente, Reiherente (Aythya fuligula), Samtente, Schellente (Bucephala clangula), Schnatterente (Anas strepera), Singschwan (Cygnus cygnus), Waldsaatgans, Spießente, Stockente, Tafelente (Aythya ferina), Trauerente, Zwergschwan
  - Eulen: Schleiereule, Steinkauz (Athene noctua), Sumpfohreule, Waldkauz, Waldohreule
  - Falkenartige: Baumfalke (Falco subbuteo), Merlin, Rotfußfalke, Turmfalke, Wanderfalke
  - Fliegenschnäpper: Schwarzkehlchen (Saxicola rubicola)
  - Grasmückenartige: Drosselrohrsänger (Acrocephalus arundinaceus), Feldschwirl (Locustella naevia), Gelbspötter (Hippolais icterina) – auch Gartenspötter, Teichrohrsänger (Acrocephalus scirpaceus) – im Volksmund auch Rohrspatz genannt
  - Habichtartige: Habicht, Kornweihe, Mäusebussard, Rauhfußbussard, Rohrweihe, Rotmilan, Schelladler, Schlangenadler, Schwarzmilan (Milvus migrans), Seeadler, Sperber, Steppenweihe, Wespenbussard, Wiesenweihe
  - Hühnervögel: Fasan, Rebhuhn, Wachtel (Coturnix coturnix)
  - Kormorane: Kormoran (Phalacrocorax carbo)
  - Kranichvögel: Blässhuhn (Fulica atra), Kleines Sumpfhuhn, Kranich (Grus grus), Teichralle, Tüpfelsumpfhuhn, Wachtelkönig (Crex crex), Wasserralle (Rallus aquaticus)
  - Lappentaucher: Haubentaucher (Podiceps cristatus), Schwarzhalstaucher (Podiceps nigricollis), Zwergtaucher (Tachybaptus ruficollis)
  - Möwen: Dreizehenmöwe, Eismöwe, Falkenraubmöwe, Heringsmöwe, Lachmöwe (Larus ridibundus), Mantelmöwe, Mittelmeermöwe, Schmarotzerraubmöwe, Schwarzkopfmöwe, Silbermöwe, Spatelraubmöwe, Steppenmöwe, Sturmmöwe (Larus canus), Zwergmöwe
  - Pirole: Pirol (Oriolus oriolus)
  - Regenpfeifer: Kiebitz (Vanellus vanellus)
  - Reiher: Graureiher, Nachtreiher, Purpurreiher, Rallenreiher, Seidenreiher, Silberreiher (Casmerodius albus)
  - Schnepfenvögel: Alpenstrandläufer (Calidris alpina), Flussuferläufer (Actitis hypoleucos), Großer Brachvogel (Numenius arquata), Zwergstrandläufer (Calidris minuta)
  - Seeschwalben: Fluss-Seeschwalbe (Sterna hirundo), Trauerseeschwalbe (Chlidonias niger)
  - Spechte: Buntspecht, Grauspecht (Picus canus), Grünspecht (Picus viridis), Kleinspecht, Schwarzspecht, Wendehals (Jynx torquilla)
  - Wiedehopfe: Wiedehopf (Upupa epops)
  - Würger: Nördlicher Raubwürger (Lanius excubitor)

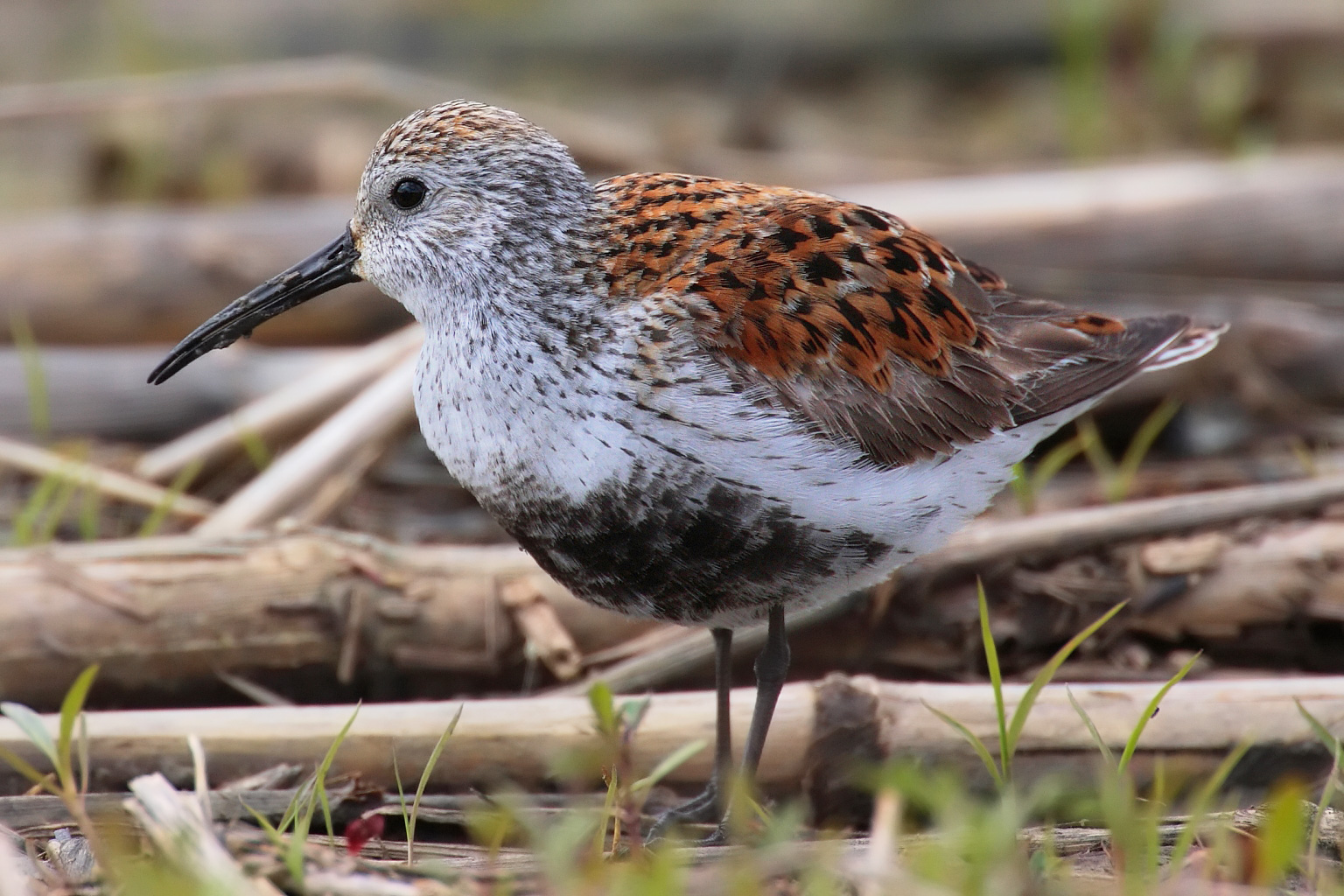
Alpenstrandläufer (Calidris alpina)
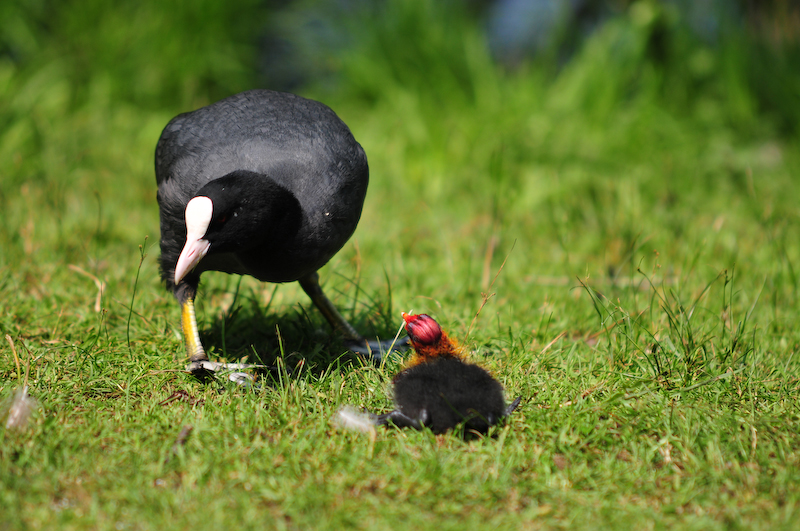
Blässhuhn (Fulica atra)
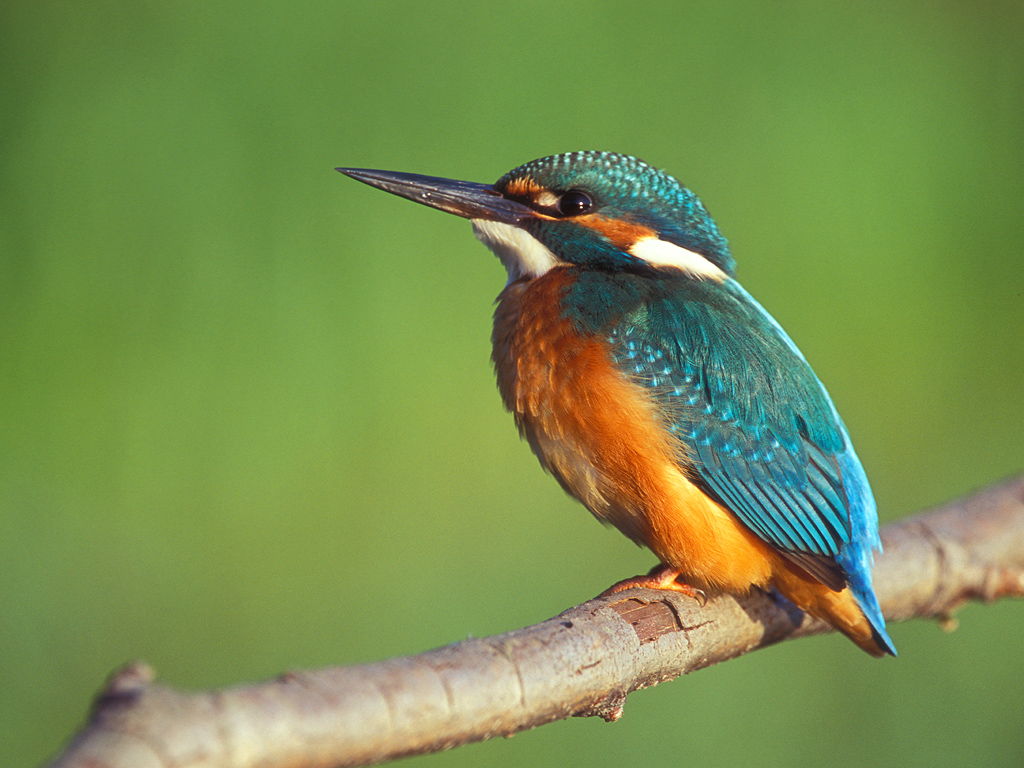
Eisvogel (Alcedo atthis)
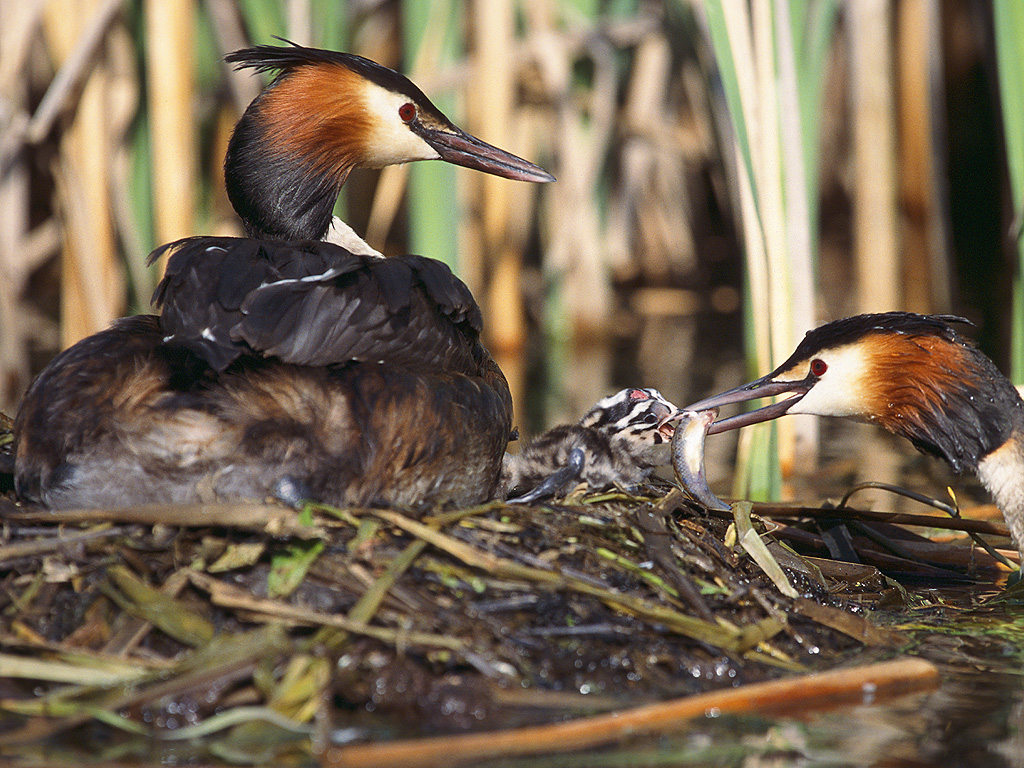
Haubentaucher (Podiceps cristatus)
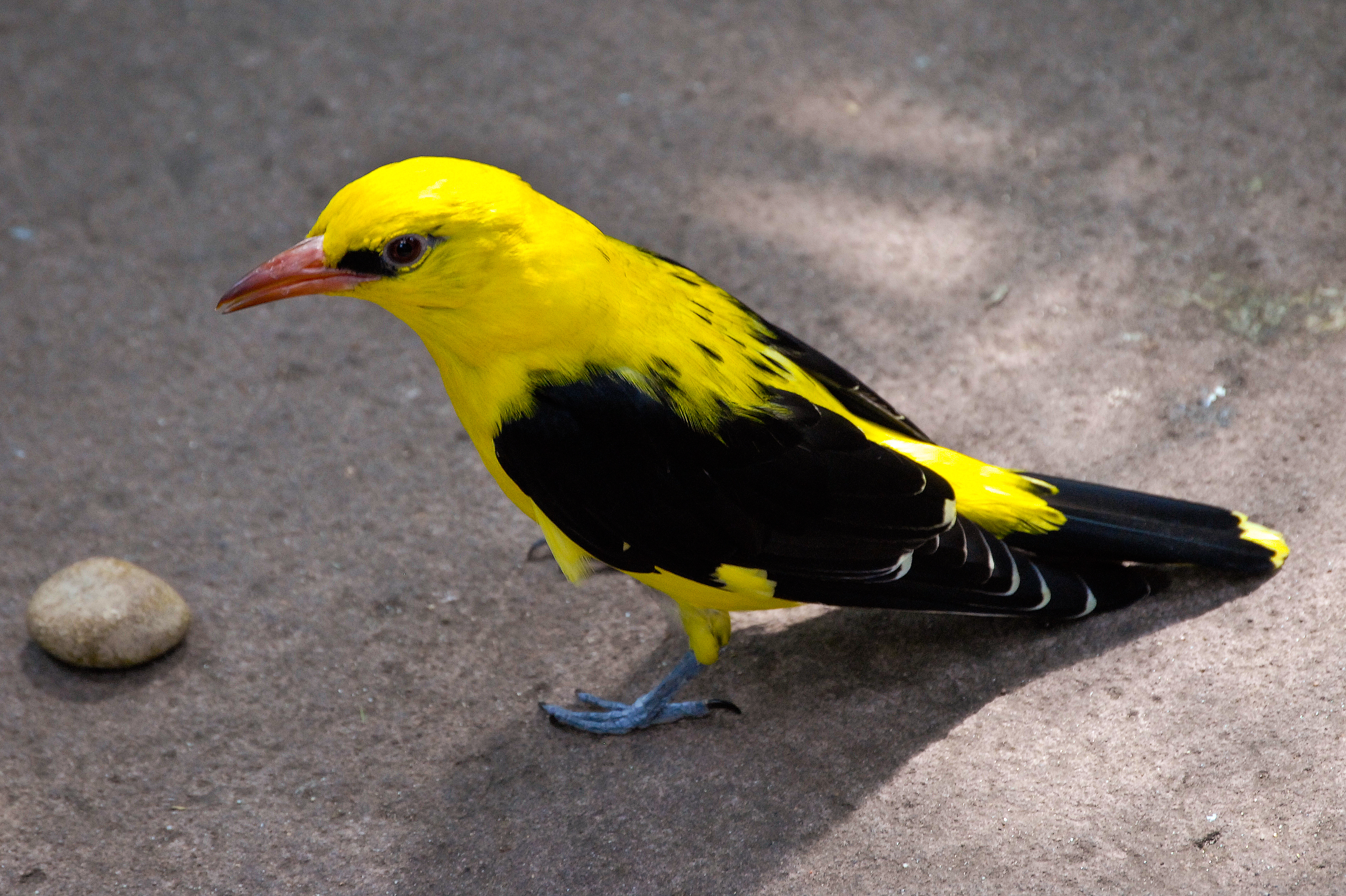
Pirol (Oriolus oriolus)
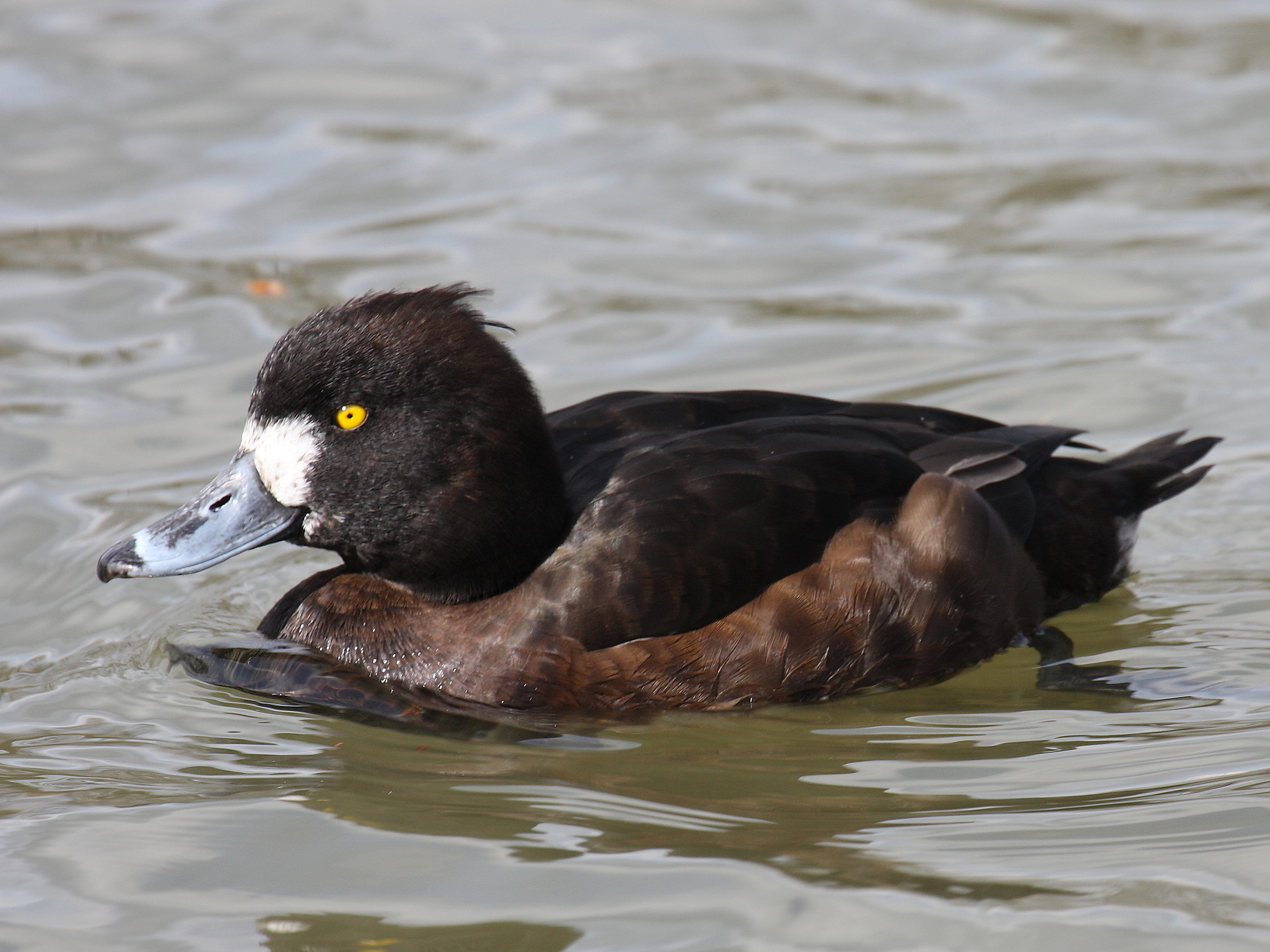
Reiherente (Aythya fuligula)
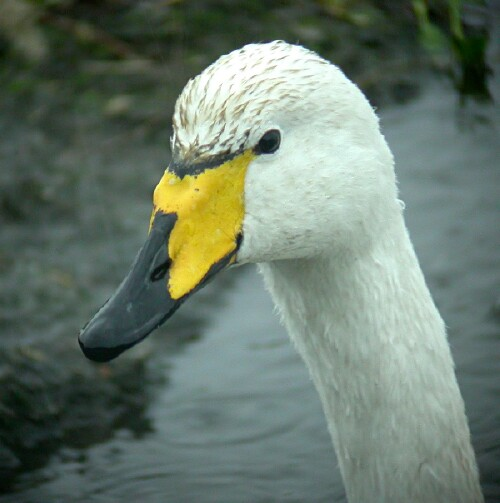
Singschwan (Cygnus cygnus)

## Naturschutzzentrum

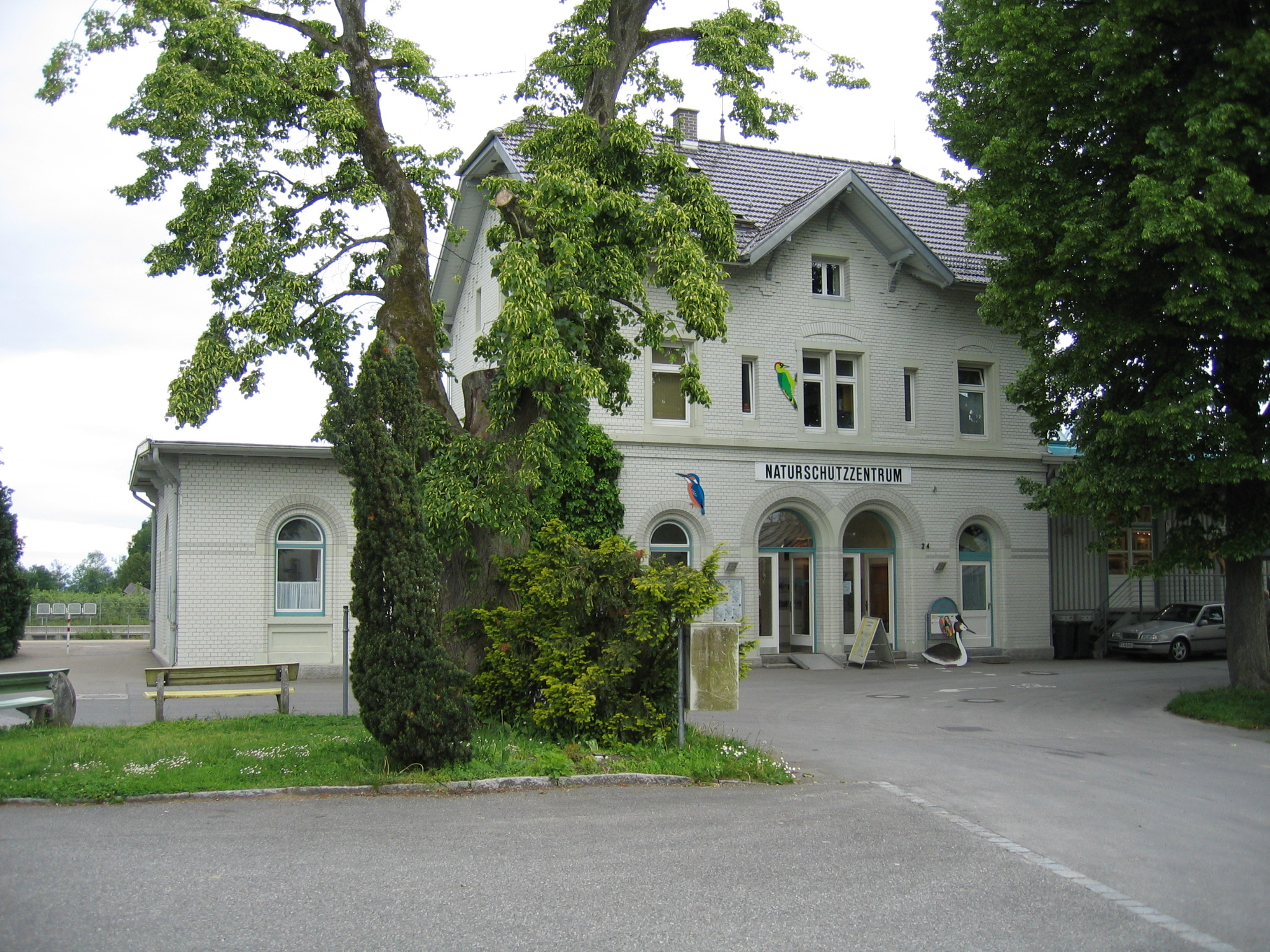
Naturschutzzentrum

1992 wurde in Zusammenarbeit mit dem Land Baden-Württemberg, dem Bodenseekreis und der Gemeinde Eriskirch die Stiftung Naturschutzzentrum Eriskirch ins Leben gerufen. Im ehemaligen Bahnhofsgebäude bekommt der Besucher faszinierende Einblicke in die Naturlandschaft Bodensee und die Schönheit des Naturschutzgebietes "Eriskircher Ried". Neben verschiedenen Ausstellungen veranstaltet das Naturschutzzentrum auch regelmäßig Führungen unter fachkundiger Leitung, Vorträge und Seminare.

## Bodenseepfad
Ab der Rotachmündung führt die bereits 1997 ausgeschilderte Strecke des Bodenseepfads von Friedrichshafen stadtauswärts, uferparallel nach Eriskirch. Zwei Aussichtsplattformen und dreizehn Stationen mit Info-Tafeln vermitteln die Zusammenhänge des Eriskircher Rieds und geben Erklärungen zu den verschiedenen Themen wie „Tiere“, „Pflanzen“, „Auwald“ und „Uferzone“.